# Elias Stein (wiskundige)
Elias Menachem Stein (Antwerpen, 13 januari 1931 – 23 december 2018) was een Amerikaans wiskundige van Joods-Belgische afkomst. Hij was professor aan de universiteit van Princeton. Zijn werk was toonaangevend op het gebied van de harmonische analyse.

## Biografie
Stein is de zoon van Elkan Stein en Chana Goldman, Asjkenazische Joden uit België. Na de Duitse inval in 1940 vluchtte de familie Stein naar de Verenigde Staten en kwam aan in New York.
Stein behaalde zijn diploma aan de Stuyvesant High School in 1949. Een van zijn klasgenoten was Paul Cohen, die later de Fieldsmedaille zou behalen. Daarna studeerde Stein aan de universiteit van Chicago. In 1955 behaalde hij daar de doctorstitel met een proefschrift over lineaire operatoren op Lp-ruimten, onder begeleiding van Antoni Zygmund.
Hij begon les te geven aan het Massachusetts Institute of Technology in 1955, werd assistent-hoogleraar aan de universiteit van Chicago in 1958 en werd in 1963 gewoon hoogleraar in Princeton.
Stein is vooral actief geweest op het gebied van de harmonische analyse en heeft belangrijke bijdragen geleverd om de Calderon-Zygmundtheorie uit te breiden en te verduidelijken. Daaronder bevindt zich de Steininterpolatie (een variant van complexe interpolatie met variabele parameter), het maximumprincipe van Stein (dat aantoont dat convergentie bijna overal vaak gelijkwaardig is met de begrensdheid van een maximale functie), de Steinrepresentatie in complementaire reeksen, de Nikishin-Pisier-Steinontbinding in de operatorentheorie, de restrictiestelling van Tomas-Stein in de Fourieranalyse, het verschijnsel van Kunze-Stein in convolutie op halfenkelvoudige Liegroepen, het lemma van Cotlar-Stein over de som van bijna orthogonale operatoren en de Fefferman-Steintheorie van de Hardy-ruimte H1 en de ruimte BMO der functies van begrensde gemiddelde oscillatie.
Hij heeft talrijke boeken over harmonische analyse geschreven, die vaak worden aangehaald als de standaardreferenties over het onderwerp. Hij schreef de "Princeton Lectures in Analysis" (Princetoncursus analyse) voor zijn lessenreeks analyse voor bachelorstudenten in Princeton. Stein stond ook bekend om zijn groot aantal thesisstudenten (volgens het Mathematics Genealogy Project begeleidde hij 52 doctoraten), waardoor hij de moderne Fourieranalyse vorm heeft gegeven. Onder zijn studenten bevinden zich twee laureaten van de Fieldsmedaille: Charles Fefferman en Terence Tao.
Tot zijn onderscheidingen behoren de Steele-prijs (1984 en 2002), de Schock-wiskundeprijs (1993), de Wolf-wiskundeprijs (1999) en de (Amerikaanse) nationale wetenschapsmedaille (2001). Daarenboven was hij lid (fellow) van de National Science Foundation, de Sloan Foundation, de Guggenheim Foundation en de Amerikaanse Academie voor Wetenschappen. In 2005 kreeg Stein de Stefan Bergmanprijs uit erkenning voor zijn bijdragen tot de reële, complexe en harmonische analyse. In 2012 werd hij lid (fellow) van de American Mathematical Society.

## Persoonlijk leven
In 1959 trouwde hij met Elly Intrator, een Joodse vluchtelinge uit de Tweede Wereldoorlog. Ze kregen twee kinderen en drie kleinkinderen. Zijn zoon Jeremy Stein was hoogleraar financiële economie aan de Harvard-universiteit en adviseur van Tim Geithner en Lawrence Summers, en werd in 2011 door president Barack Obama aangesteld in de Raad van Bestuur van de Federal Reserve.
Elias Menachem Stein overleed in 2018 op 87-jarige leeftijd.